# Великий театр Женеви
Великий театр Женеви (фр. Grand Théâtre de Genève) — оперний театр у Женеві, один з найбільших центрів французької культури Швейцарії.
Приміщення театру будували у 1875 — 1879 роках за проектом архітектора Жака-Елісея Госса, котрий переробив раніше підтриманий конкурсний проект архітекторів Еміля Ревердіна та Гаспара Андре (Emile Reverdin & Gaspard André). Архітектура споруди поєднує елементи боз-ару та стилю Другої імперії. Головний фасад багато декорований скульптурними елементами. Театр урочисто відкрили 2 жовтня 1879 року постановкою опери Дж. Россіні «Вільгельм Тель». 
1954 року театр постраждав від пожежі, відновлений 1962 року постановкою опери Дж. Верді «Дон Карлос» в її першій, франкомовній версії. 

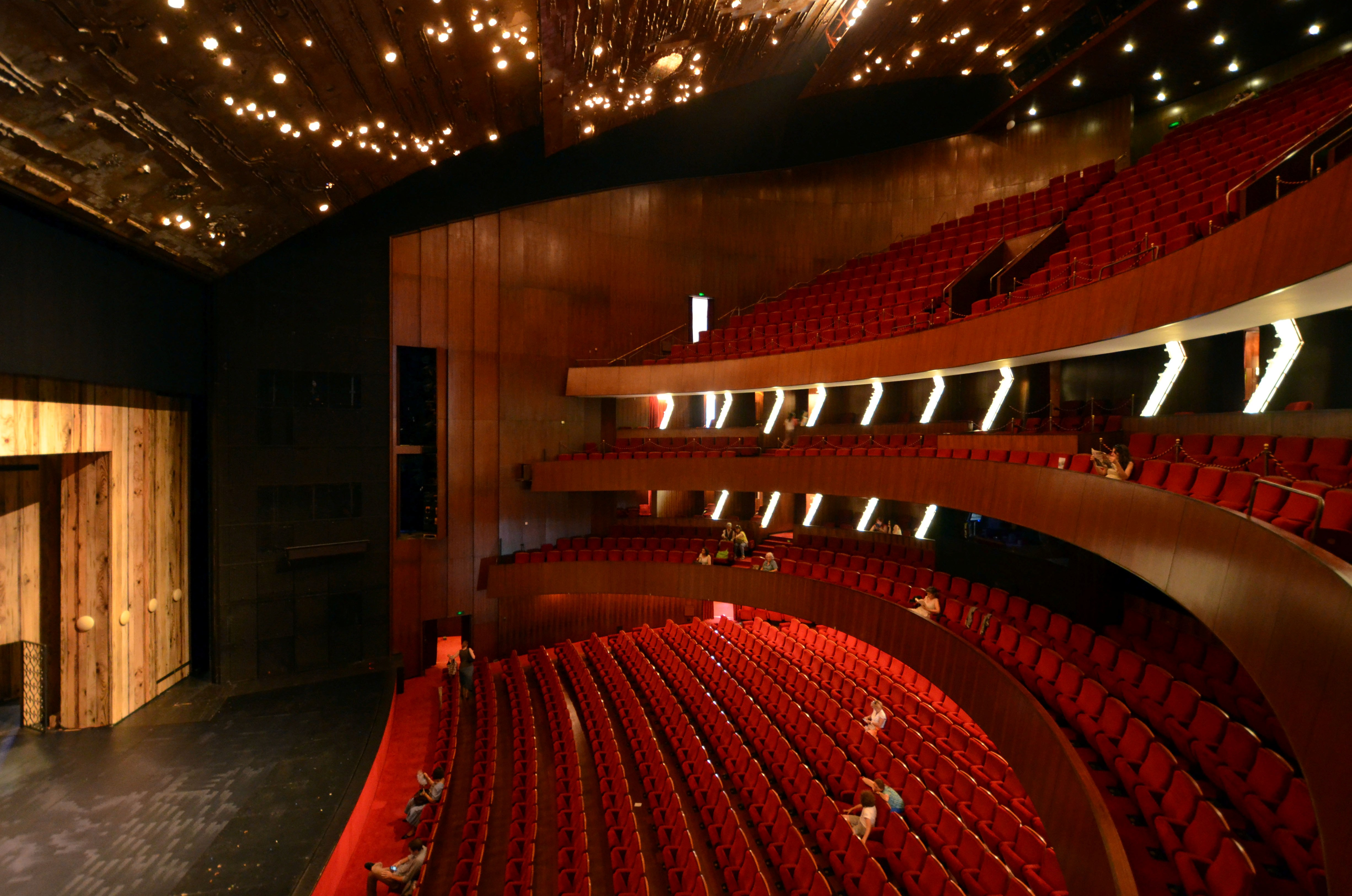
глядацький зал Великого театру Женеви

У театрі щорічно ставиться приблизно вісім опер і два балети. Кожен спектакль іде від шести до дванадцяти разів. 

### Додаткові посилання
- Jacques-Elysée Goss // Dictionnaire historique de la Suisse (DHS) [Архівовано 20 січня 2021 у Wayback Machine.]